# Paco Ibáñez canta a Brassens

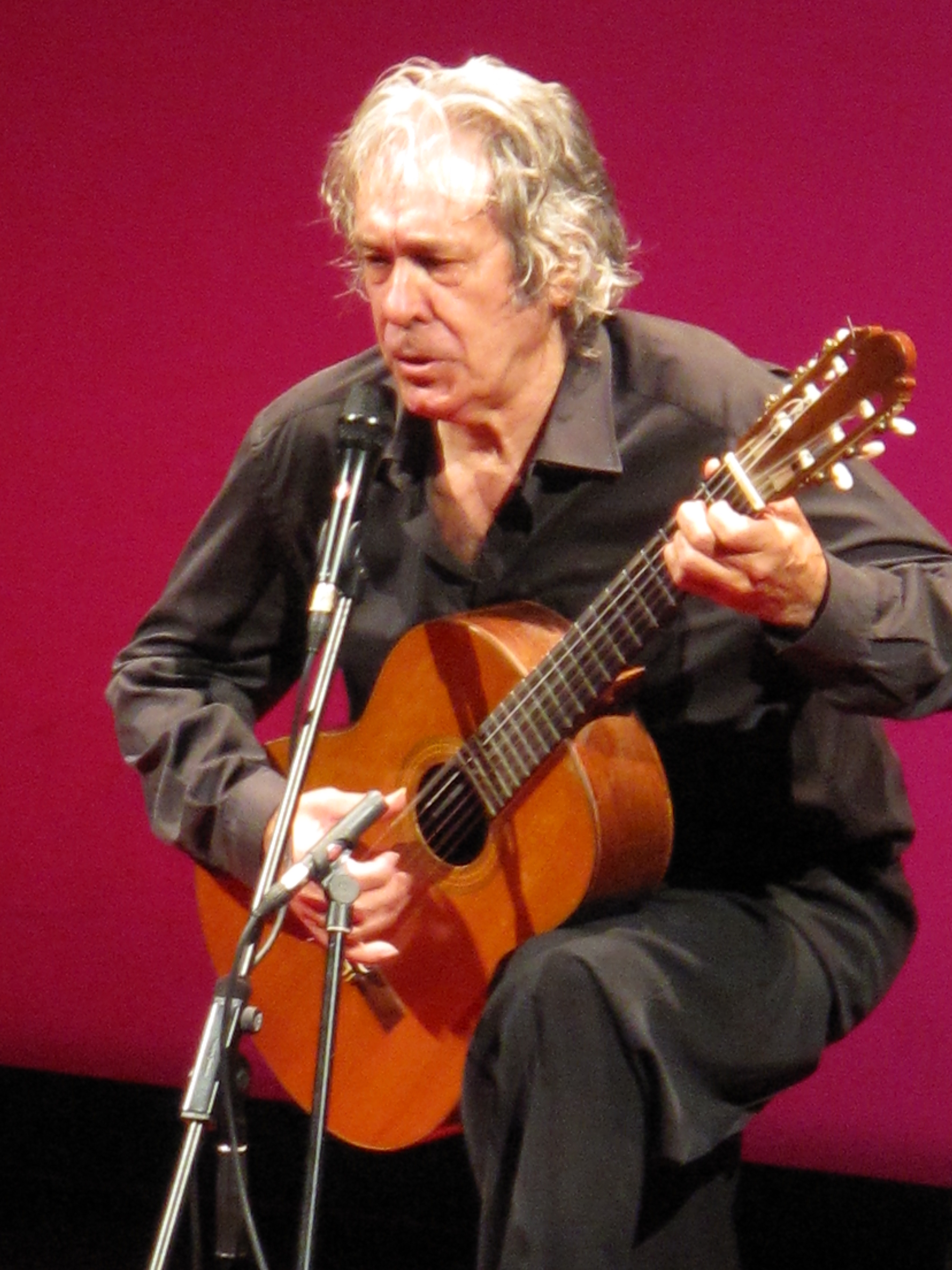
Paco Ibáñez.

Paco Ibáñez canta a Brassens es un álbum de canciones del cantautor francés Georges Brassens en versión española, traducidas por Pierre Pascal e interpretadas por Paco Ibáñez. El disco, de 1979, fue reeditado en CD en 2002.

## Canciones
1. Saturno (Saturne)
2. Canción para un maño (Chanson pour l'Auvergnat)
3. La mala reputación (La mauvaise réputation)
4. Juan «Lanas» (Bonhomme)
5. Tengo cita con Usted (J'ai rendez-vous avec vous)
6. Por una muñeca me hice chiquitín (Je me suis fait tout petit)
7. Pobre Martín (Pauvre Martin)
8. La bella y el manantial (Dans l'eau de la claire fontaine)
9. La pata de Juana (La cane de Jeanne)
10. El testamento (Le testament)